# Pitcairnia fimbriatobracteata
Pitcairnia fimbriatobracteata är en gräsväxtart som beskrevs av Werner Rauh. Pitcairnia fimbriatobracteata ingår i släktet Pitcairnia och familjen Bromeliaceae. Inga underarter finns listade i Catalogue of Life.